# Turballos
Turballos és una pedania de Muro d'Alcoi, comarca del Comtat, amb 19 habitants.

## Història
D'orígens preislàmics, Turballos ha patit diferents episodis de despoblament, el primer en 1515, quan es convida a vint-i-cinc veïns de Muro a repoblar-la, com en 1609 amb l'expulsió dels moriscos. Tot i experimentar un creixement entre els segles XVIII i XIX, la pedania va quedar deshabitada durant el segle xx, fins que a finals dels anys 1970, el religiós Vicent Micó impulsà juntament amb uns quants matrimonis la creació d'una comunitat pacifista, ecologista i autosuficient.